# Tumulus de Moncor
Le tumulus de Moncor, appelé également tombe princière de Moncor, est un tumulus de l'Âge du fer, situé à Villars-sur-Glâne, dans le canton de Fribourg, en Suisse. C'est l'un des plus gros tumulus de Suisse.

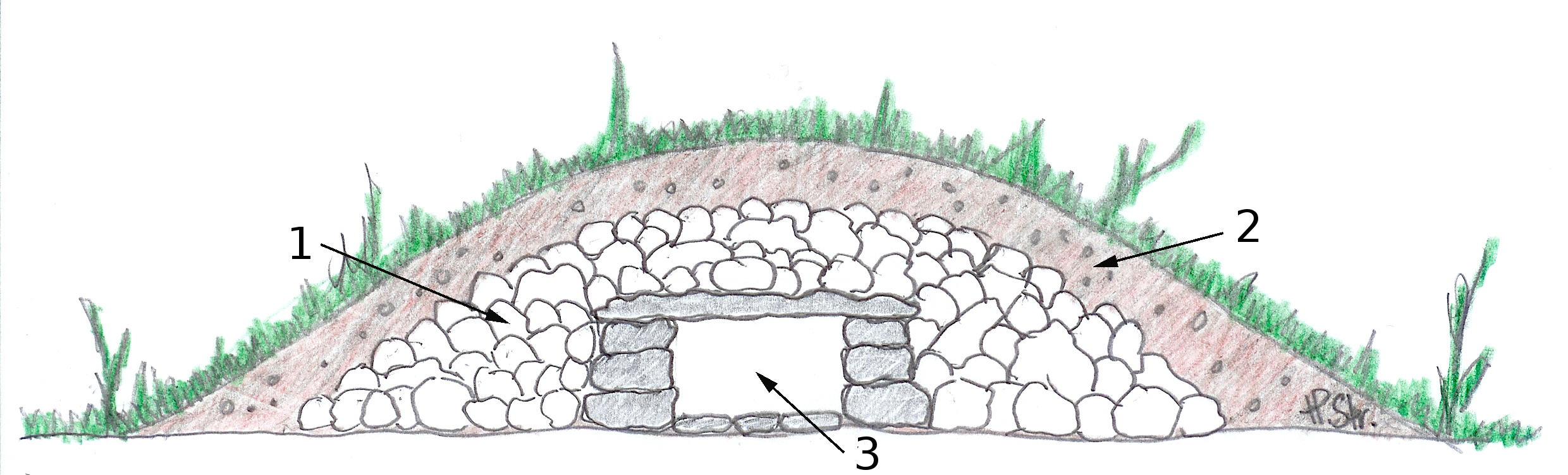
Vue en coupe d'un tumulus

## Localisation
Situé dans la forêt de Moncor sur la commune de Villars-sur-Glâne, à environ 60 mètres de la route menant à Payerne, le tumulus de Moncor est probablement à mettre en relation avec le site fortifié voisin de Châtillon-sur-Glâne,.

## Historique
Le tumulus de Moncor n'a pas encore été fouillé ni mis en valeur, mais un examen électromagnétique effectué il y a près de quarante ans (en 1983), a révélé une tombe contenant un sarcophage en pierre.

## Description
Le tumulus de Moncor mesure un peu plus de 10 mètres de haut pour un diamètre d'environ 85 mètres, ce qui représente une superficie de plus de 500 m2. Des traces du fossé qui l'entoure sont encore visibles.

## Datation
Le tumulus de Moncor date de la période de Hallstatt, ou premier Âge du fer, comme plusieurs autres tumulus de la région.

## Liens Internet
https://www.dillum.ch/html/moncor_tumulus_grabhuegel_villars_sur_glane_fr.htm